# すいどーばた美術学院

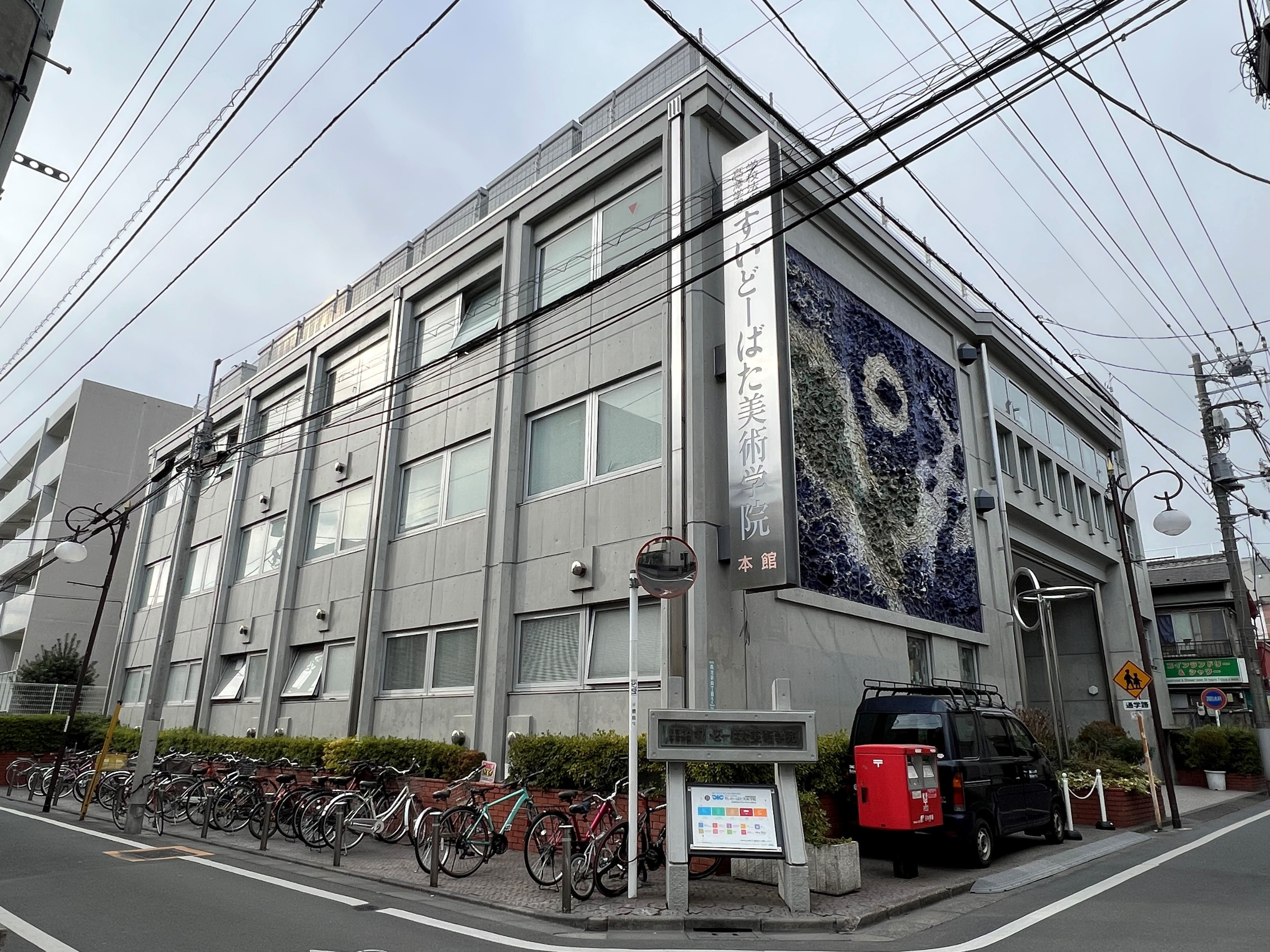
本館

すいどーばた美術学院は、日本の専修学校で、芸術大学・美術大学受験のための予備校。名称の由来は創設者高澤節がアトリエを置いていた地名からで、通称は「どばた」。2017年に創立60周年を迎えた。

## 沿革
- 1957年　文京区水道端に美術研究所として「すいどーばた洋画会」創立
- 1959年　彫刻科新設
- 1964年　豊島区目白に移転、デザイン科新設
- 1965年　各種学校認可、「すいどーばた美術学院」へ改称
- 1966年　学校法人高澤学園の設置認可
- 1981年　専修学校として認可、日本画科新設
- 1992年　西池袋に移転
- 2000年　映像科新設
- 2002年　イギリスUCCA芸術大学の提携予備校
- 2017年　創立60周年を迎える

## 主な出身者
- しりあがり寿（漫画家）
- 辛酸なめ子（漫画家・コラムニスト）
- 向井隆豊（画家）
- 佐藤時啓（現代美術家）
- 城戸真亜子（画家・タレント）
- 出久根育（挿絵画家）
- 服部一成（グラフィックデザイナー）
- 佐藤可士和（アートディレクター）
- 大山結子（現代美術家）
- 水江未来（アニメーション作家）
- 林家たい平（落語家）
- 小酒部さやか（起業家）